# Stratford (Oklahoma)
Stratford es un pueblo ubicado en el condado de Garvin en el estado estadounidense de Oklahoma. En el año 2010 tenía una población de 1525 habitantes y una densidad poblacional de 564,81 personas por km².

## Geografía
Stratford se encuentra ubicado en las coordenadas 34°47′46″N 96°57′37″O / 34.79611, -96.96028 (34.796077, -96.960342).

## Demografía
Según la Oficina del Censo en 2000 los ingresos medios por hogar en la localidad eran de $19,375 y los ingresos medios por familia eran $26,210. Los hombres tenían unos ingresos medios de $24,583 frente a los $14,688 para las mujeres. La renta per cápita para la localidad era de $11,247. Alrededor del 24.6% de la población estaban por debajo del umbral de pobreza.